# Satoshi Maruo
Satoshi Maruo (jap. 丸尾知司; ur. 28 listopada 1991 w Kioto) – japoński lekkoatleta, chodziarz.
Urodził się 28 listopada 1991 roku w Kioto. Ukończył Biwako Seikei Sport College w Ōtsu. Pracuje jako urzędnik. Trenuje w klubie Aichi Steel (2020). Jego trenerami klubowymi byli Yotsunori Abe i Daisuke Kodama, jako trener reprezentacji Japonii Fumio Imamura. W 2020 roku Maruo reprezentował Japonię na Letnich Igrzyskach Olimpijskich rozgrywanych w Tokio. W chodzie na 50 km mężczyzn zajął 32. miejsce z wynikiem 4:06:44.